# Козловка (Большеигнатовский район)
Козловка — упразднённая деревня в Большеигнатовском районе Мордовии. Входит в состав Киржеманского сельского поселения. Исключена из учётных данных в 2007 году.

## История
Основана в годы столыпинской реформы. В 1924 году состояла из 24 дворов входила в состав Гудимовского сельсовета Ардатовского уезда.

## Население
| 2002 | 2010 |
| ---- | ---- |
| 23   | ↘0   |

Национальный состав
Согласно результатам Всероссийской переписи населения 2002 года, в национальной структуре населения русские составляли 96 %.